# 니시톳토리촌
니시톳토리촌(일본어: 西鳥取村)은 일본 오사카부 히네군·센난군에 설치되었던 촌이다. 현재의 한난시 중부에 해당한다.